# Катангарское сельское поселение
Катангарское се́льское поселе́ние — муниципальное образование в Петровск-Забайкальском районе Забайкальского края Российской Федерации.
Административный центр — село Катангар.

## История
Статус и границы сельского поселения установлены Законом Читинской области от 19 мая 2004 года «Об установлении границ, наименований вновь образованных муниципальных образований и наделении их статусом сельского, городского поселения в Читинской области».

## Население
| 2010 | 2011 | 2012 | 2013 | 2014 | 2015 | 2016 |
| ---- | ---- | ---- | ---- | ---- | ---- | ---- |
| 631  | ↘629 | ↘622 | ↘607 | ↗615 | ↘587 | ↘578 |
| 2017 | 2018 | 2019 | 2020 | 2021 |      |      |
| ↗583 | ↘573 | ↘565 | ↘560 | ↘433 |      |      |

## Состав сельского поселения
| № | Населённый пункт     | Тип населённого пункта       | Население |
| - | -------------------- | ---------------------------- | --------- |
| 1 | Катангар             | село, административный центр | ↘113      |
| 2 | Кукун                | село                         | ↘2        |
| 3 | Лесоучасток Катангар | населённый пункт             | ↘233      |
| 4 | Орсук                | село                         | ↘200      |